# Нејплс Мејнор (Флорида)
Нејплс Мејнор (енгл. Naples Manor) насељено је место без административног статуса у америчкој савезној држави Флорида.

## Демографија
По попису из 2010. године број становника је 5.562, што је 376 (7,3%) становника више него 2000. године.
| Група             | 2000.         | 2010.         |
| Белци             | 718 (13,8%)   | 442 (7,9%)    |
| Афроамериканци    | 852 (16,4%)   | 1.102 (19,8%) |
| Азијати           | 7 (0,1%)      | 20 (0,4%)     |
| Хиспаноамериканци | 3.594 (69,3%) | 4.001 (71,9%) |
| Укупно            | 5.186         | 5.562         |